# Idee+spiel
Die idee+spiel, Fördergemeinschaft Spielwaren Facheinzelhandels-GmbH & Co.KG ist eine Einkaufs-, Dienstleistungs- und Marketingkooperation für den mittelständischen Spielwaren-Fachhandel. Sie wurde am 9. Oktober 1977 gegründet und gehört zu den größten Verbundgruppen der Spielwarenbranche in Europa. Über 1.000 Spielwaren-Einzelhandelsgeschäfte in Deutschland, Österreich, Belgien und Italien sind der Kooperation angeschlossen. Die Verkaufsumsätze der Mitgliedsgeschäfte repräsentieren einen Marktanteil von rund 38 Prozent am Spielwaren-Fachhandel in Deutschland.
Die Fördergemeinschaft hat für die Fachhändler, die dem Verband angeschlossen sind, sechs Marketinglinien konzipiert, um die Marketingleistungen auf die unterschiedlichen Warensortimente abstimmen zu können:
- idee+spiel für Spielwaren-Fachgeschäfte
- EUROTRAIN für Modellbahn-Fachgeschäfte
- HOBBYTEC für Modellbau-Fachgeschäfte
- AUTODROM für Modellauto-Fachgeschäfte
- smARToys für Spielwaren-Fachgeschäfte mit sehr hochwertigen Sortimenten und Lernspielzeug
- McMEDIA für Games-Fachgeschäfte (Video- und Computerspiele)

Persönlich haftende Gesellschafterin ist die Fördergemeinschaft Spielwaren Verwaltungsgesellschaft mbH.